# Gustaaf Willem van der Feltz (1793-1870)
Gustaaf Willem van der Feltz (Zaltbommel, 15 november 1793 – Epe, 7 augustus 1870) was een Nederlandse burgemeester.
Van der Feltz was een zoon van Warmold Albertinus van der Feltz (1753-1838), wijnkoper en burgemeester in Zaltbommel, en Gertruida Johanna Thooft (1751-1806). Hij werd bij Koninklijk Besluit van 20 augustus 1867 verheven in de Nederlandse adel, met het predicaat jonkheer. Van der Feltz was schoolopziener van het 8e district Gelderland, hij werd burgemeester van Gameren (1816-1817) en Epe (1819-1852). Hij was ook notaris in Epe, lid Provinciale Staten van Gelderland en dijkgraaf van de Veluwe. 
Van der Feltz trouwde met Theodora Elisabeth Mossel (1796-1862). Uit hun huwelijk onder anderen Warmold Albertinus van der Feltz en Jacobus van der Feltz.